# 2 szkolny batalion pionierów
2 szkolny batalion pionierów – batalion Wermachtu.

## Historia
2 szkolny batalion pionierów (Pionier Bataillon 2) został utworzony 1 października 1934 roku z żołnierzy i kadry 12 batalionu inżynieryjnego z 12 Dywizji Piechoty oraz 20 batalionu inżynieryjnego z 20 Dywizji Piechoty. Sztab batalionu został częściowo zmotoryzowany, 1 i 2 kompania pionierów została na wozach konnych, 3 kompania pionierów została w pełni skompletowana w sprzęt motorowy.
Batalion podlegał pod 32 Dywizję Piechoty i stacjonował w Szczecinie – Podjuchach, szkolił żołnierzy dla 42 batalionu pionierów.
1 września 1939 roku, 1 kompania została przydzielona do 4 pułku piechoty, 2 kompania została przydzielona do 96 pułku piechoty, a sztab batalionu, 3 kompania zmotoryzowana i kolumna mostowa pozostały razem gotowe do działania.
2 batalion brał udział podczas kampanii na Zachodzie, w składzie 32 Dywizji Piechoty. Walczył w rejonie Mozy w Givet na przełomie Linii Maginota pod Anor na Sommą w Pont-Remy, następnie w de la Haute Deûle pod Lille i na południu Nantes jako siły okupacyjne.
W walkach w Rosji, batalion miał za zadanie budowę mostów, wykonywanie przepraw, remonty dróg. W dniu 26 czerwca 1941 roku brał udział w walkach o Memel, następnie walczył w Kownie, a w czerwcu 1941 roku przekracza rzekę Wilie na Białorusi.
W październiku 1941 roku, batalion budował przeprawę przez Dźwinę i walczył pod Diemiańskiem.
W lutym 1942 roku batalion walczył na południe od Illmensee, a od listopada 1943 roku pod Nevelem. Na początku 1944 roku, batalion brał udział w walkach na terenie od Ostrowy do Rygi. Batalion zakończył kampanie w Rosji w Libau i został przeniesiony do Gdańska. Na koniec stycznia 1945 roku batalion został przeniesiony do Konitz i brał udział w obronie w Kołobrzegu. W lutym 1945 roku batalion został wykorzystany do obrony Gdańska. Po ewakuacji Gdańska w marcu 1945 roku, batalion przebywał na półwyspie Helskim, następnie udał się do Bałtijska. Na początku kwietnia batalion pracował przy umocnieniach na Mierzei Kurońskiej. W dniu 27 kwietnia 1945 roku 2 batalion pionierów był wykorzystany do prac fortyfikacyjnych na Helu, a 8 maja batalion został wzięty do niewoli.

## Skład batalionu
- Sztab
- 1 kompania pionierów
- 2 kompania pionierów
- 3 zmotoryzowana kompania pionierów
- kolumna mostowa typu B

## Dowódcy
- podpułkownik Herrmann
- podpułkownik Tromm
- podpułkownik Garthe
- major Schneider
- major Reimke
- kapitan Jung
- kapitan Wimhöfer
- kapitan Kurt Schmidt
- kapitan Arno Woggan

Stan etatowy na dzień 01.03.1939
- dowódca – podpułkownik Herrmann
- oficer adiutant – kapitan Bachmann, porucznik Liske
- 1 kompania pionierów:
  - dowódca – kapitan Ogilvie
  - dowódca plutonu – porucznik Jordan
  - dowódca plutonu – porucznik Kreutzer
- 2 kompania pionierów:
  - dowódca – kapitan Muschner
  - dowódca plutonu – porucznik Klein
  - dowódca plutonu – porucznik Baumm
- 3 kompania pionierów:
  - dowódca
  - dowódca plutonu – porucznik Jung
  - dowódca plutonu – porucznik Wimhöfer